# Kapskeand
Kapskeand (latin: Anas smithii) er en andefugl der lever i Namibia, Sydafrika og nabolande.